# ロイヤルクラウンダービー

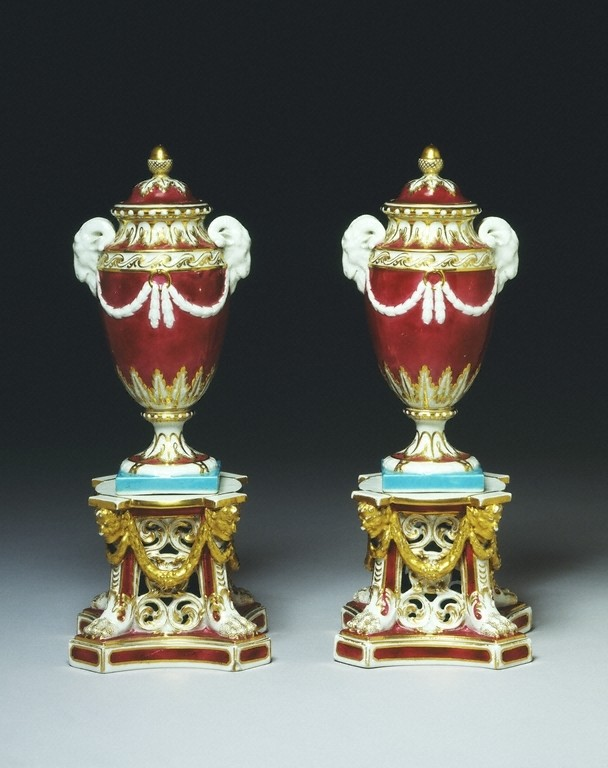
一対の花瓶。1772年-1774年、ダービー磁器工房。（ヴィクトリア&アルバート博物館 no. 485-1875）

ロイヤルクラウンダービー磁器会社（ロイヤルクラウンダービーじきがいしゃ、英: Royal Crown Derby Porcelain Company）は、イングランドのダービーにある磁器メーカー。高品質のボーンチャイナで特に知られるこの会社は、1750年頃からテーブルウェア（食卓用食器）と観賞用磁器を作り続けてきた。

## 歴史

### ウィリアム・ドゥーズベリ 1世、2世

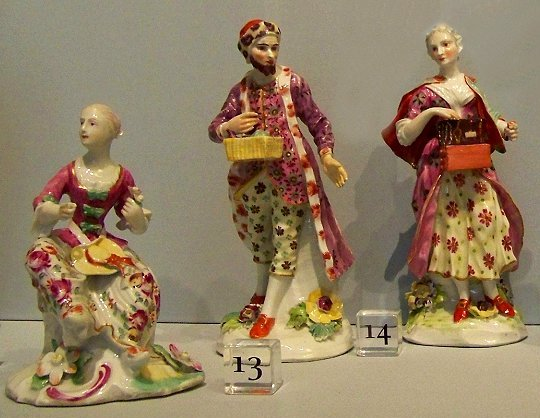
1758年の 3 つの立像。デトロイト美術館所蔵。

1745年、ザクセンからのユグノー移民アンドリュー・プランシェはダービーに住みついた。彼はそこで1747年-1755年の間、ソフトペーストの花瓶と小立像を製作した。1756年のはじめ、彼は以前チェルシー磁器工房とロントン・ホールで絵付師をしていたウィリアム・ドゥーズベリ（1725年 — 1786年）、銀行家のジョン・ヒースと共同事業を立ち上げた。これがダービー会社の設立にあたるが、町の外れで活動していた同じダービー磁器メーカーのコックピット・ヒル工房の方が時期としては早かった。それはヴィクトリア&アルバート博物館が所有する1750年の印がつけられたクリームウェアの水差しから明らかである。プランシェは会社設立ののち殆どすぐに姿を消し、事業はドゥーズベリとヒースの二人で、のちドゥーズベリ一人で運営された。才能ある起業家だったドゥーズベリは、ガラス質、凍石、焼いて灰粉にした骨を含ませた新しい練り土を開発した。これによって工房は高品質の食器を製作できるようになった。彼は可能な限り最高の造形師と絵付師を雇うことによって、瞬く間にダービーを正餐用食器セットと小立像の主要な生産地とした。人物画は、キューピッドを特に得意とするリチャード・アスキューと、ジェームズ・バンファドが描いた。ザカリア・ボアマンとジョン・ブルーワーは風景画、静物画、田園風景画を描いた。複雑な花模様はウィリアム・ビリングズリーがデザインし、描いた。
1770年にドゥーズベリはロンドンの名高いチェルシー磁器工房を取得することで、既に高い評価を得ていたダービーの名をさらに高めた。チェルシーの工房は同地で1784年まで運営され（この時期の製品は「チェルシー・ダービー」と呼ばれる）、その後に工房は取り壊され、在庫、図案、型などの資産や多くの職人たちはダービーへ移された。1776年に彼は再び、これもかねてから有名なボウ磁器工房を取得し、移転可能なものは同様にダービーへと移した。
1773年、ドゥーズベリの熱心な仕事ぶりはジョージ3世によって報いられた。すなわち王はダービーの工房を訪れたのち、裏印に王冠を描き込むことをドゥーズベリに許した。これにより、この会社は「クラウン・ダービー」と呼ばれることとなった。
1786年にドゥーズベリは没し、会社は息子のドゥーズベリ2世が受け継いだ。彼もまた才能のある経営者であり、会社の名を高らしめつつ、多くの釉薬と型を開発した。

### マイケル・キーン
ドゥーズベリ2世は期待されながらも、1797年に早くも34歳で世を去り、会社は共同事業者だったアイルランド人マイケル・キーンが引き継いだ。彼は後にドゥーズベリの未亡人と結婚している。彼は熟練職人たちとそりが合わなかったようであり、腕の立つ職人たちの多くが会社を去った。しかしキーンの経営の下で、花絵付師としてビリングズリーの後を継いだモーゼス・ウェブスター、鳥を得意としたリチャード・ドッドソン、風景画や海洋画を描いたジョージ・ロバートソン、狩猟画を描いたカスバート・ロートンなど、残った職人たちが優れた製品を作った。この時期で最も有名なのは、クエーカー教徒のウィリアム・ペグであり、際立った独特の花の絵付で知られている。彼は1797年から仕事を始めているが、その宗教的信念から絵付を罪深い職業と考え、1800年に立ち去った。彼は1813年に再び戻ってくるが、1820年にまた去った。
キーンの時期には多くの優れた製品が作られたが、経営は混乱し財政難に陥った。
ドゥーズベリ2世の息子として1790年に生まれたドゥーズベリ3世は、1791年に成人すると会社を受け継いだ。キーンは株を自らの義理の父、3世の祖父にあたるシェフィールドに売り、この関係はドゥーズベリ・アンド・シェフィールドという名の下で続けられた。

### ロバート・ブルア

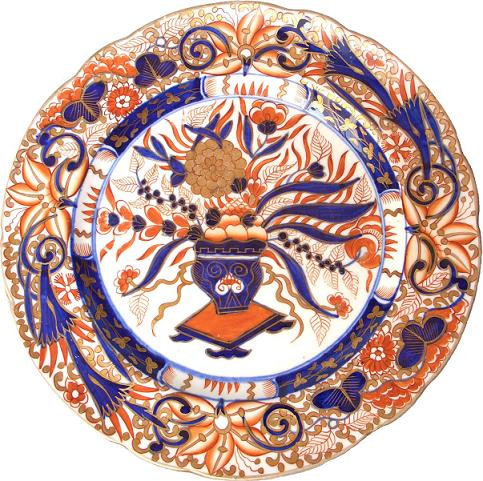
クラウン・ダービーの伊万里様式の皿。19世紀。

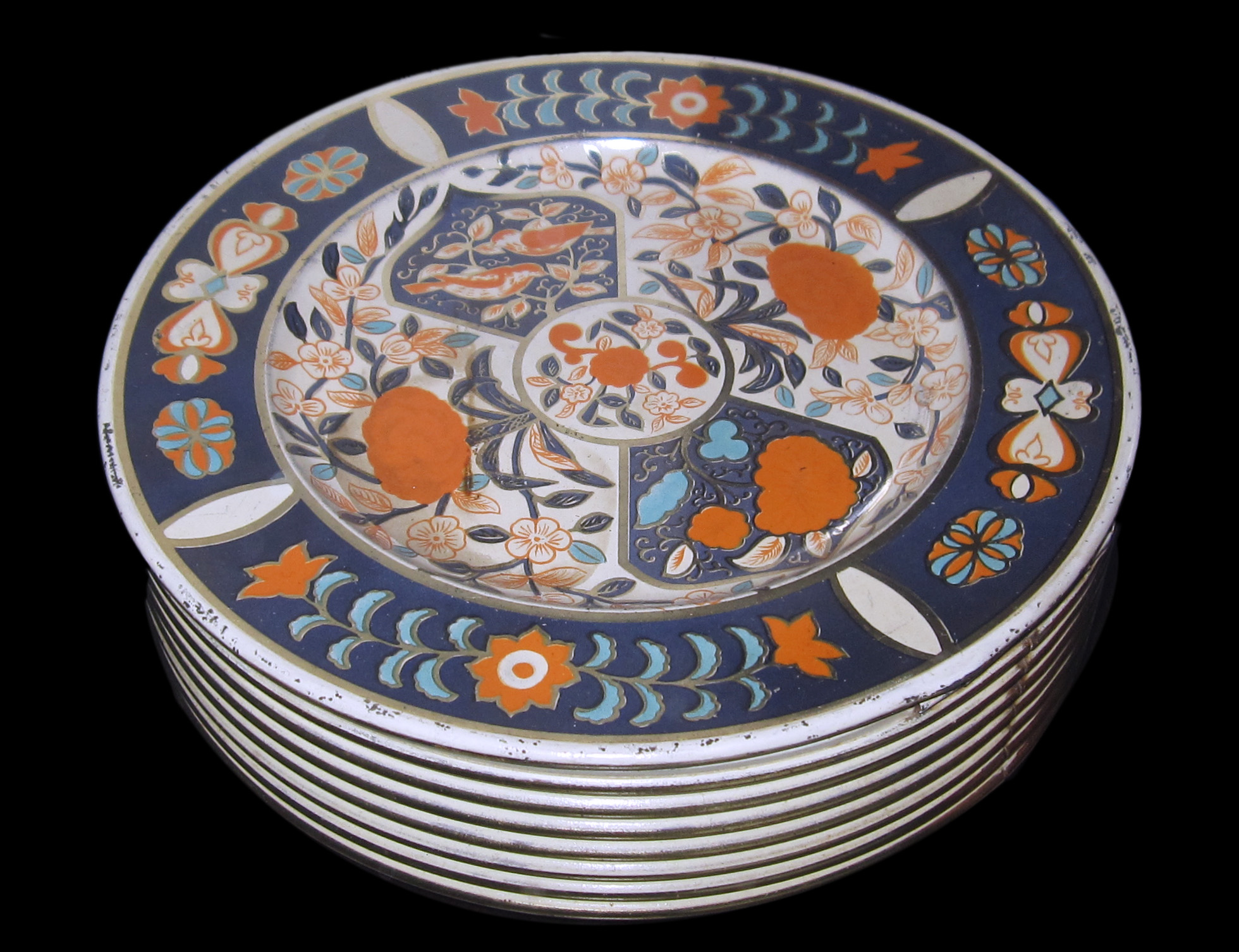
ダービー磁器の皿を重ねた形のビスケット缶。1906年、ハントレー・アンド・パーマーズ用にハドソン・アンド・サンズが製作した。

1815年、工房はそこで販売員と書記を務めていたロバート・ブルアに賃貸され、ドゥーズベリは経営から身を引いた。ブルアは必要とされた支払いのため多大な借金をしたが、損失を埋め合わせ、事業の財政的な足場を再度固め直す手腕によって、自らが極めて有能な事業者であることを実証して見せた。彼はまた事業の美学的な側面を完全に理解しており、彼の経営の下、豪華な色付けと優雅な様式の製品が作り出された。例として、明るく色付けされた日本の伊万里焼の模様が挙げられ、これは優雅な幾何学模様に様々なデザインの花を重ねてあしらうのが普通だった。これらのデザインは非常に、かつ永く評判を呼び、会社は成長を続けた。
しかし1845年にブルアは没し、3年間トーマス・クラークが後を継いだのち、コックピット工房は売却され1848年に閉鎖された。

### キング・ストリート
かつての職人たちの一団はダービーのキング・ストリートに工房を開き、名前こそ違うが、以前の型、模様、商標を使い、ダービーにおける優れた職人技の伝統を受け継いでいった。機械化された工程は無く、二つとして同じ製品は無かった。保存された品々の中にはドゥーズベリのオリジナルの轆轤もあり、これは今もロイヤル・ダービー・カンパニーが保管している。

### オスマストン・ロード
1877年、クラウン・ダービーの名の新しい所有者がダービーのオスマストン・ロードに堂々とした新しい工房を建てた。これがダービー磁器の近代期の始まりとなった。ヴィクトリア朝後期においてクラウンダービーの模様は極めて人気を呼んだ。その浪漫主義的で手間をかけた様式が、当時の嗜好とまさに一致していたからである。

### ロイヤルクラウンダービー
1890年、ヴィクトリア女王はクラウンダービーを「女王陛下御用達の磁器製造業者」として指名し、これによって「ロイヤルクラウンダービー磁器会社」という肩書きが認められた。
1935年、ロイヤルクラウンダービーはキング・ストリート工房を取得し、二派に分かれていた事業は統合された。

### 磁器連合
1964年、会社は S.ピアソン・アンド・サンによって取得され、後にロイヤルドルトンも加わることになる連合イングランド磁器グループ (Allied English Potteries Group) の一員となった。

### ロイヤルクラウンダービー (II)
2000年、かつてのロイヤルドルトンのディレクターでピアソン家の一員であるヒュー・ギブソンは買収を主導し、ロイヤルクラウンダービーを再度独立させ、個人所有の会社とした。2006年時点でオスマストン・ロード工房に300人が働いている。
現在製作されているものには、1981年に登場し忽ち人気を博したペーパーウェイトもある。ロイヤルクラウンダービーはまた、豊かな色使いと複雑な金模様が特徴的な伊万里様式のシリーズも製作しており、例えばオールドイマリ、トラディショナルイマリ、レッドエイヴィーズ、ブルーミカド、オールドアベスベリーといった食器セットが挙げられる。

## ロイヤルクラウンダービー・ビジター・センター
ダービーにあるロイヤルクラウンダービー・ビジター・センターには、磁器類の博物館があり、工房の見学ツアー、ギフトショップ、レストランが用意されている。

### 関連文献
- Barret, Franklin A[llen], and A.L. Thorpe. Derby Porcelain (London) 1971.
- Bradley, Gilbert, Judith Anderson, and Robin Barkla. Derby Porcelain, 1750-1798 (Heneage) 1992. Gilbert Bradley edited a Derby Porcelain International Society Newsletter, c. 1985-95.
- Bradshaw, P., Derby Porcelain Figures 1750-1848 (London: Faber Monographs), 1990.
- John W, William Billingsley 1758-1828 1968.
- Murdoch, J. and J. Twitchett. Painters and the Derby China Works 1987.
- Rice, Dennis. Derby Porcelain: The Golden Years 1750-1770 1983.
- Sargeant, M, Royal Crown Derby (Princes Risborough), 2000.
- Twitchett, John, Derby Porcelain (London: Antique Collectors' Guide), (1980), 2006.
- Twitchett John and Henry Sandon. Landscapes on Derby and Worcester Porcelain 1984.
- Twitchett, John and B. Bailey, Royal Crown Derby 1988.